# Нишка котлина
Нишка котлина (арх. Нишко поље) је пространо улегнуће у земљиној кори и специфичан геопростор на југоистоку Србије у тектонском рову композитне долине-потолине Јужне Мораве. Као део простране Јужноморавске долине истог морфолошког типа, Нишка котлина почиње на истоку од Сићевачке клисуре, док на западу сраста са моравском потолином, чинећи котлину која по површини (620 km²) и броју становника (260.237) спада међу веће географске просторе ове врсте у Јужној Србији.
На основу физичко-географских, друштвено-географских и демографских карактеристика, она је сложени развојни систем, у коме централно место заузимају град Ниш једно бањско и 72 сеоска насеља са својом инфраструктуром,  највећим ресурсима у плодном земљишту и велико богатство термо-минералних вода. Конурбациони процеси у Нишкој котлини су добар пример специфичних облика прилагођавања градској култури у условима новог живота и сељачке еманципације, који и до данашњих дан нису окончани, нарочито у ободним деловима котлине.
„Иако је претежно уоквирена високим брдско-планинским ободом, Нишка котлина је у повољној комуникативној вези са суседним котлинама, захваљујући највише долинама Јужне Мораве, Нишаве и Кутинске реке“..

## Географски положај
Нишка котлина, која има централни положај у оквиру Нишавског округа, простире се између:
- 43° 15’ и 43° 30’ северне географске ширине и
- 21° 49’ и 22° 13’ источно од Гринича

Нишка котлина као пространа и плитка потолина, неправилног елипсоидног облика са дужом осом од око 44 km и краћом од око 22 km, попречно утиснутом на меридијански правац јужноморавске удолине лежи у доњем Понишављу и северном подручју јужног Поморавља на површини од 620 km².
Кроз Нишку котлину пролазе и сустичу се бројне локалне, регионалне, државне и међудржавне саобраћајнице светског значаја, које су значајно утицале на укупан развој Ниша у њој, као централног града Југоисточне Србије.
Нишка котлина лежи на геотектонској граници кристаласте, родопске масе и кречњачких планина источне Србије и споју великих удолина Балканског полуострва између Селичевице и Малог Јастрепца и њихових огранака (на југу и западу), као и Сврљишких и Суве планине (на истоку). На југу почиње од Курвинградског сужења, а завршава се Мезграјским сужењем на северу.
Долина Јужне Мораве нишку котлину дели на два неједнака дела:
| Западни део | Познат под називом Добрич, који је широко отворен према Топличкој котлини. Њему припада мањи део котлине. |
| Источни део | Коме припадас већи део котлине, представља нишку котлину у ужем смислу. Пресеца га река Нишава, близу њеног ушћа у Јужну Мораву, делећи град Ниш Ниш (највећим делом изграђен на њеним обалама), на северни и јужни део. |

Нишка котлини није сасвим изолована котлина, иако је већим делом ограничена планинама. Превојем Грамаде везује се за Сврљишку котлину, дуж Кутинске реке за Заплање, а преко ниског југозападног обода са Добричем и Топлицом. У топографском оквиру, котлина захвата 620 km², а ако се узму у обзир само тектонске границе, онда се реално простире на 360 km². Дужа оса котлине је у правцу ИСИ-ЗЈЗ и износи 44 km. Ова упоредничка дужина се узима од излаза Сићевачке клисуре на истоку до огранака Малог Јастрепца на западу и донекле се поклапа са током Нишаве и планинским венцима на северном и јужном ободу. У меридијанском пружању она је ужа и максимална ширина јој износи 18 km. Ова оса од Курвиног града до Баталовца је 23 km.(Мартиновић Ж. 1976)
Нишку котлину са севера и запада окружују кречњачки масиви Калафата (837 m), Баталовца (707 m), Црног врха (683 m) и кристаласта маса Попове главе (534 m). Са Попове главе северна граница котлине се спушта на мезграјску пречагу, а са ње улази у кристаласти гребен Малог Јастрепца који чини западни обод од Купињака до Батиншчичког виса.
Источни обод је на кречњачком гребену Сврљишких планина, а затим на сувопланинским огранцима. Јужни обод чини кречњачки гребен Суве планине и кристаласто било планине Селичевице.
Најнижи део чини дно котлине, које Нишава пресеца по дужини, на коме лежи град Ниш. Другу целину чини обод котлине у виду ниског побрђа веома погодан за гајење воћарских култура и винове лозе, и за развој туризма, првенствено излетничког и бањског. Ужи центар града налази се на 194 m надморске висине (код Споменика у центру). Највиша тачка градске територије (према ГУП Ниша из 2011), је Тригонометар 702 у југоисточном делу подручја „Коритник—Сува планина“, са надморском висином 702 m, а најнижа Тригонометар 175 поред реке Јужне Мораве, у северозападном делу подручја „Ада—Мезграја“, са надморском висином 175 m.
Као природне предиспозиције рељефа, долине су оријентисале трасирање железничко-друмске артерије Балканског полуострва односно моравско-вардарске железничке пруге и пута који са севера из правца Београда воде моравском долином до Ниша, где се рачвају ка југу, према Солуну и Атини, као и на исток ка Софији и Истанбулу кроз Сићевачку клисуру (или нишавско—маричку магистралу). Кроз Кутинску клисуру јужно од Ниша полази заплањско-лужнички пут који води у Заплање. На северном ободу Ниша нема долинских усека, па је преко релативно ниског превоја Грамада спроведена железничко-друмска Сврљишко-тимочка, односно Трансбалканска дијагонална магистрала.
Подручје општине Ниш у Нишкој котлини захвата површину од 596,71 km2, на коме се налази Ниш, Нишка Бања и 68 (72) приградских и сеоских насеља, која су се временом повезивала са градом тако да се већ 1970. оцртавала силуета града на читавом пространству од изласка из Сићевачке клисуре (на истоку), до Јужне Мораве у насељу Девети мај (на југу), на дужини од 18,5 km.

## Геолошка прошлост
Нишка котлина се налази на граници најстарије, родопске масе на Балканском полуострву и млађих набраних планина. Родопској маси припада Селичевица, а млађим набраним планинама Коритњак. Издизањем родопске масе, издигла се планина Селичевица и постала копно још у палеозоичко доба. Новостворено копно окруживала су многа мора, која су у прошлости Земље покривала површину простора на коме се данас налази Нишка котлина
На појединим деловима Суве планине пронађени су кречњаци и лапорци са фосилима, помоћу којих је утврђено да ови седименти припадају периоду јуре. Што је показатељ трансгресије јурских мора и до простора на коме је сада Нишка котлина
За време еоцена, околина Суве планине била је копно. То стање из основа променили су покрети у Земљиној кори који су вероватно почели још у креди, а највећу снагу достигли у олигоцену и миоцену. За време тих покрета нишавска област је била набрана јаче него било која друга на Балканском полуострву. Тада су се издигле кречњачке масе од којих су настале Сува планина, Селичевица и Коритњак. За то доба везује се и постанак раседа и стварање великих удолина у њима. Светолик Стевановић тврди:
| „ | „Нишавска удолина морала је бити створена до краја миоцена, јер је у плиоцену већ била потопљена великим језером са којим почиње језерска периода.” | ” |

У језерском периоду развоја нишавске долине, према резултатима истраживања, могу се издвојити три фазе или три језерска пода (терасе).
| Фазе језерског периода развоја нишавске долине | |
| Језерске фазе                                  | Карактеристике језерских фаза |
| Прва                                           | У најстаријој језерској фази површина језера достигла је висину од 830 метара у односу на данашњу надморску висину. Из воде је вирио само гребен Суве планине и врх Селичевице, док је Коритњак био потопљен. После дужег мировања при крају фазе наступило је доба интензивних тектонских покрета, који су изменили конфигурацију језерског дна и изазвали релативно брзо спуштање новог нивоа са 830 на 610 метара.                                          |
| Друга                                          | Ову језерску фазу карактерише смиривањем покрета, и пад висине воде, што је повећало копнене површине. При самом крају фазе поново је дошло до великих покрета, па је ниво језера сишао на 500 метара. У овој фази дошло је и до главног издизања пречага између басена, чиме су обележене контуре данашњих котлина на простору Југоисточне Србије. |
| Трећа                                          | У последњој језерској фази некада велико језеро распало се у четири мања, која су испунила Нишку и суседне котлине. Нишко језеро изгледало је тада као залив већег језера, које је заузимало лесковачко-алексиначко Поморавље. Јаки тектонски покрети јавили су се и на крају ове фазе, која припада горњем плиоцену. Ови тектонски покрети изазвали су промене у висинама земљишта, због чега је наступило брзо отицање језера и формирање плиоценске Нишаве. |

У формирању данашњег рељефа Котлине учествовала је и Нишава. Када се појавила као река крајем плиоцена, Нишава је текла на 350 до 360 метара надморске висине, односно 150 до 160 метара више од данашње површине тла код железничке станице „Нишка Бања“. Трагови њене најстарије терасе видљиви су и на надморској висини од 450 до 460 метара.
Нишава је у околини Нишке Бање усекла четири терасе тако да се бањски терен степенасто спушта идући од Коритњака ка Нишави. На највишој тераси од 50 метара релативне висине (248 м апсолутне висине) налазе се зграде и бањски парк, на тераси од 35 м релативне висине куће ранијег села „Бања“, а на тераси од 20 м релативне висине део насеља око основне школе. Најнижа тераса од 10 м релативне висине је под ливадама.
У олигоцену и миоцену издигле су се кречњачке масе Суве планине, Селичевице и млађе набране планине Коритњак, да би јаки тектонски покрети на крају језерске фазе (у горњем плиоцену) изазвали промене у висинама земљишта, што је изазвало брзо отицање нишког језера и довело до формирање плиоценске Нишаве, а нешто касније и коначног изгледа данашњег рељефа на простору Нишке котлине.

## Геолошки састав
Нишка котлина се у геолошком смислу налази на граници кристаластих шкриљаца и унунтрашњег кречњачког мезозозојског појаса Источне Србије. У њеном геолошком саставу учествују стене различите геолошке старости:
- кристалсти шкриљци прве и друге групе (са обе стране Јужне Мораве, на Селичевиици, Малом Јастребцу, Поповој глави и теснацу Курвин град),
- седименти девом-кардон, перм, тријас, јурај, креда терцијар, (претежно у централном делу котлине)
- магнатске стене (најмање заступљене, дуж обода котлине).

## Геоморфолошке одлике
Нишку котлину карактеришу различити геоморфолошки облици, који су последица веома дуге и бурне геолошке прошлости. У рељефу се истичу како тектонски, тако и различити облици ерозивног рељефа.
Терасни процеси (у три терасна нивоа), термални, крашки, кластокрашким и рецентним облицима. У ствари Нишка котлина лежи у басену који је дело флувијалних акција, које су у више махова оживљавала.
Мезо и микрорељеф Нишке котлине, изграђиван је различитим морфолошким процесима, терасним, термалним, крашким, кластокрашким и рецентним облицима, а понајвише тектонским покретима који су довели до тога да је положај слојева скоро увек дискордантан, са преовлађујућим нагибом ка југозападу. То упућује на закључак де се потисака у област котлине, највероватније налазио у Јастрепцу и Селичевици. Најинтензивније дејство потиска било је у време алпског орогена када су скоро сви старији слојеви измењени, убрани, извијени или налегли једни на друге. Сматра се да је стварање котлинске области почело са бајкалским и каледонским да би се преко херцинских наставило олигомиоценским покретима.
Крашки рељеф Нишке котлине заступљен је и у пределу Сићевачке клисуре, Суве планине и Нишке Бање. Лијаски пешчари опасују кречњачки блок Коритњака, у чијем подножју и на странама лежи Нишка Бање, и изолују га од кречњачког масива Суве планине у посебну хидрогеолошку целину.
Брдо Коритњак представља типски предео покривен красом, у одмаклом стадијуму морфолошко-хидролошког развитка, на површини од око 2,5 km², на коме је откривено двадесетак вртача различитих димензија. Вртачасти крашки облици могу се наћи и у самој Нишкој Бањи. Тако се на бањском простору могу видети облици антропогене геоморфологије, на доњој тераси која се диже одсеком од нишавске равни високим 18 до 22 метара, и на којој су постојала левкаста удубљења врела, веома богата калцијум-карбонатом који се таложио на њиховом ушћу, пошто се ту разливао.
Кречњачки блок Коритњак укљештен је између три раседа: Заплањског, на северозападу, Нишавског раседа на северу и Студенског раседа на североистоку. Дуж Студенског раседа усекао се Раутовачки поток, који има посебан утицај на квалитет вода термалних врела Нишке Бање.

И поред заштитних мера, на Коритњаку у рејону Нишке Бање на релативно малој површини, запажају се скоро сви денудивни облици, који наговештавају интензиван процес. Ови облици везани за антропогене објекте: путеве, насеља и обрадиве површине, према степену денудивности највише угрожавају југоисточни део Коритњака. Ту се претежно срећу процепи и пролоке, али и индуциране вододерине (четвртог степена денудивности), које за последицу имају напуштање обрадивих површина.

## Тектонски облици рељефа
Нишка котлина представља тектонски ров у централној потолини Јужне Мораве. На северном ободу Селичевице налази се велика трансверзална раседна зона која чини јужни разлом рова Нишаве и наставак топличке дислокације. Овај велики јужнонишавски расед, којим је формиран јужни обод нишког терцијалног басена, јасно је изражен и на северним странама Кованлука изнад Нишке бање.
Расед нишке котлине укршта се са заплањским и студенским раседом., дујж којих је вршено спуштање појединих делова терена и формиран неогени басен. На дислокацији, која представља други главни заплањски расед, са источне стране спуштена је Заплањска котлина.
На северном ободу Нишке котлине, доња граница кречњака Калафата (867 m), која је за неколико стотина метара удаљена од кречњачког одсека представља расед. Дуж овог севернонишавског раседа спуштен је део Нишке котлине. У овој раседној зони избија терма Бањица у кориту Горњоматејевачке реке, у истоименом насељу Горњи Матејевац, под тектонским разломом у дну десетак метара високог одсека.
У морфотектонском склопу макрорељефа Нишке котлине, тектонски су предиспонирани и локални басени (јелашнички, студенски, светојовански и други као и клисуре које их међусобно као морфолошке споне, везују и одвајају.
Сићевачка клисура, морфолошки умногоме јединствена, композитна и полигенетска, 17 km дуга и дубока пробојница Нишаве, урезана у Куновичкој површини (580–900 m), између Суве планине, на југу и Сврљишких планина на северу, је тектонски предиспонирана. Тектонски односи су сложени нарочито на терену Островичких терми, у средњем делу клисуре.
Предиспозиција Курвинградског сужења, на крају јужног дела Нишке котлине, на простору села Малошишта, везана је за старе али, још увек, мобилне раседне линије.
И унутрашње клисуре, које везују локалне басене, исте су условљености. Таква је и живописна клисура Јелашничке реке, која се истиче својом лепотом. Она је тектонски предиспонирана као и читава долина те реке.

## Ерозивни облици у рељефу
У сложеним раседним зонама под сувопланинским ободом повремено је изражена неотектонска активност, која се манифестује сеизмичким појавама са утицајима потреса на хидролошки карактер подземних и површинских вода и морфолошке промене рељефа.
На сувопланинском ободу јаруге и суве долине обухватају умногоме изворишну челенку Јелашничке реке и дубодолине њених периодских притока. Интензивним ерозивним дејством, обешумљеном тлу у продуктивном слоју земљишта, усечене су оштре форме ровина и вододерина. Долина Лескове падине, која се пружа од Питњег рида са суподине Суве планине, је за кратко убрзаном ерозијом, на неколико места удубљена четири метра кроз растресити слој земље у стеновиту подлогу. Типски пример јаруга, посталих на колотечинама, налази се изнад села Горње Студене, где је коса Повија сва изорана услед померања сеоског пута. Појас паралелних јаруга обухватао је 1954. године преко 300 m, а створен је за непуних 10 година.
И поред заштитних мера, на Коритњаку, у рејону Нишке Бање, на релативно малој површини, запажају се скоро сви денудациони облици. Ови су облици везани за антропогене објекте: путеве, насеља и обрадиве површине. Према степену денудованости највише су угрожене површине југоисточно од села Коритњака. Овде је изразит четврти степен денудованости: напуштање обрадивих површина и стварање облика линеарне денудације. Ту су претежно процепи и пролоке, али су индициране и вододерине.
Терени изграђени од црвених пешчара на северном ободу Нишке котлине, иако имају углавном благе рељефне црте, захваћени су рецентном ерозијом. Она је створила најразличитије урвасте терене и дубоке јаруге тако да земљиште местимично добија изглед рђаве земље (атари насеља Врела и Јасеновика). Њима је терен Калфата расцепљен и поиздвајан у косе и делове, а у Кутинској клисури пешчари су врло огољени.
Урвање земљишта је шире распрострањено и на сектору Грамаде где се локална клизишта повремено активирају.
На јужним падинама Малог Јастребца процес клижења неогених језерских седимената, такође је веома интензиван. Овде се јавља неколико урвинских појасева са урвинским дољама, бедемима, лучним залеђнима, одсецима и заталасаним терасастим подовима. На малојастребачком ободу, обликовањем неорељефа, образован је и басен Облачинског језера, који представља интеркотлинску депресију између два урвинска бедема. По томе Облачинско језеро спада у групу урвинских језера.

## Сеизмолошке карактеристике
У сеизмолошком погледу територија Нишке котлине, као и територија Суве планине у чијем се подножју она налази, спада у ред трусних области на подручју Србије. Овај део Балканског полуострва је део сеизмички веома активног подручја у области Медитеранско-трансазијског сеизмичког појаса. У сложеним раседним зонама под сувопланинским ободом и на простору Сићевачке клисуре и Нишке Бање повремено је изражена неотектонска активност. Она се манифестује у сеизмичким појавама са утицајима потреса на хидролошке карактеристике подземних и површинских вода и морфолошким променама рељефа.
Свакодневну егзистенцију простора Нишке котлине понекад је прилично реметио и „наставак” сеизмолошких активности. Иста су била с различитим интензитетом, готово у непрекидном низу година, посебно везано за следећа два уочљива периода од средине седме па до средине девете деценије 19. века. Јачи земљотреси су забележени 1867, 1868, 1869, 1870, 1871. и 1872, као и 1876, 1878, 1879, 1881, 1883, 1885. и 1886. године. И они су, као и претходни, свакако „оставили” незнатне или упадљиве последице на географију Нишке котлине у целини.
На сеизмолошкој карти хазарда региона Нишка котлина (РСЗ 2010) за повратни период од 500 година налази се у зони VIIIº МСК скале.

## Климатска обележја
На климу Нишке котлине утичу географски положај, рељеф и продори топлих и хладних ваздушних маса. Лета су топла, а зиме снеговите. Прелазна годишња доба су изразита, док су падавине типичне за пролећни и јесењи период. Континентални утицаји са севера, из Влашке продиру долином Тимока преко превоја Грамаде и Панонске низије Поморављем. Појава највиших и најнижих температура није увек везана за јул и јануар, већ има и померања или одступања.
| Средње температуре годишњих доба у Нишкој котлини (1950—2009) |         |          |          |          |
| Годишње доба                                                  | Зима    | Пролеће  | Лето     | Јесен    |
| Средња температура                                            | 1.53 °C | 11.87 °C | 21.37 °C | 12.07 °C |

Поднебље нишке котлине спада у област мезотермалних, умерено-топлих климата са израженим степеном континенталности и средњом годишњом температуром од 12° (за период 1996—2010. године). Најтоплији месеци (за период 1996—2010. године) су јул (22,5 °C) и август (22.6 °C), а најниже у јануару (0.7 °C) и децембру (2 °C)са просечном температуром од 21,3 °C, а најхладнији јануар са средњом температуром од -0,2 °C.
Највишу просечну годишњу температуру имала је 2007. година са 13 °C, а најнижу је имала 2005. година, када је израчуната температура од 10,7 °C. Највиша просечна месечна температура је измерена ујулу, 2007. године од 25,4 °C, а најнижа просечна месечна у децембру, 2001. године од (-2.9 °C). Максимална температура ваздуха, у Нишу, измерена је 24. јула 2007. године од 44,2 °C, минимална температура 26. јануара 2006. године од -18 °C, за период од 1996. до 2010. године.
- Зиме су у нишкој котлини су дуге, али не превише хладне.

Максимална икад забележена температура била је 44,2 °C 24. јула 2007, а најнижа -23,7 °C 25. јануара 1963. Максимална количина падавина регистрована је 5. новембра 1954. и износила је 76,6 mm. Највећа дебљина снежног покривача износила је 62 cm, од 23. до 25. фебруара 1954.
Годишње у просеку у нишкој котлини падне 589,6 mm кише и снега по квадратном метру и буде у просеку 123 кишовита дана и 43 дана са снегом. Уз мања колебања, максималне падавине се појављују у пролеће. Тада се излучи углавном више од 50% од годишње суме падавина.
Посматрајући честине падавина, снег најчешће пада од децембра до марта, појединих година у новембру, априлу, ређе у октобру и мају. Посматрано за период од 1931. до 1960. године, највише снежних дана имао је јануар, затим фебруар па март. На четвртом месту је био децембар (види табелу испод).
| Средњи број дана са снежним падавинама по месецима са ≥ 0.1mm, период од 1931—1960. године. |        |         |      |       |     |         |          |          |         |
| Место                                                                                       | Јануар | Фебруар | Март | Април | Мај | Октобар | Новембар | Децембар | Годишње |
| Ниш                                                                                         | 9,4    | 6,6     | 5,0  | 0,6   | 0,2 | 0,1     | 2,1      | 3,3      | 27,3    |

Просечни ваздушни притисак у нишкој котлини је 992,74 милибара, просечна јачина ветра је нешто мања од 3 бофора, а средња годишња влажност ваздуха је 70,4%, и највећа у јануару 80,0% а најмања у августу 61,9%.
Средња годишња облачност ширег подручја нишке котлине је 5,7% покривености неба облацима, највећа облачност је зими, а најмања током лета.
Према вредностима годишњих честина, правца ветрова и тишина за период 1991 – 2005, може се закључити да највећу учестаност јављања на ширем подручју котлине имају тишине (S) које су заступљене са 29,7%. Најчешћи ветрови су северозападног правца (NW) са 11,2% који се најчешће јавља у лето 24,2% а најмање у јесен 14,8%, док најмању учестаност јављања има југоисточни ветар (SЕ) са 1,5%. Највећа средња брзина ветра је из северозападног правца (NW) 3,1 m/sec а најмања из јужног (S) и западно-југозападног правца (WSW) 1,4 и 1,5 m/sec.

Климатске промене нишке котлине прати метеоролошка станица која се налази у нишкој тврђави на 202 метра надморске висине и која бележи податке о времену од 1889.
Средње температуре и количине падавина за период од 1961. до 1990. приказане су у следећој табели:
| Клима Ниша (просек 1961-1990) | Клима Ниша (просек 1961-1990) | Клима Ниша (просек 1961-1990) | Клима Ниша (просек 1961-1990) | Клима Ниша (просек 1961-1990) | Клима Ниша (просек 1961-1990) | Клима Ниша (просек 1961-1990) | Клима Ниша (просек 1961-1990) | Клима Ниша (просек 1961-1990) | Клима Ниша (просек 1961-1990) | Клима Ниша (просек 1961-1990) | Клима Ниша (просек 1961-1990) | Клима Ниша (просек 1961-1990) | Клима Ниша (просек 1961-1990) |
| Показатељ \ Месец             | .Јан.                         | .Феб.                         | .Мар.                         | .Апр.                         | .Мај.                         | .Јун.                         | .Јул.                         | .Авг.                         | .Сеп.                         | .Окт.                         | .Нов.                         | .Дец.                         | .Год.                         |
| ----------------------------- | ----------------------------- | ----------------------------- | ----------------------------- | ----------------------------- | ----------------------------- | ----------------------------- | ----------------------------- | ----------------------------- | ----------------------------- | ----------------------------- | ----------------------------- | ----------------------------- | ----------------------------- |
| Средњи максимум, °C (°F)      | 3,8 (38,8)                    | 7,1 (44,8)                    | 12,3 (54,1)                   | 18,0 (64,4)                   | 22,9 (73,2)                   | 25,9 (78,6)                   | 28,0 (82,4)                   | 28,5 (83,3)                   | 24,8 (76,6)                   | 18,9 (66)                     | 11,7 (53,1)                   | 5,4 (41,7)                    | 17,3 (63,1)                   |
| Просек, °C (°F)               | −0,2 (31,6)                   | 2,5 (36,5)                    | 6,7 (44,1)                    | 11,9 (53,4)                   | 16,6 (61,9)                   | 19,5 (67,1)                   | 21,3 (70,3)                   | 21,1 (70)                     | 17,2 (63)                     | 11,9 (53,4)                   | 6,4 (43,5)                    | 1,7 (35,1)                    | 11,4 (52,5)                   |
| Средњи минимум, °C (°F)       | −3,5 (25,7)                   | −1,3 (29,7)                   | 1,8 (35,2)                    | 6,1 (43)                      | 10,4 (50,7)                   | 13,4 (56,1)                   | 14,5 (58,1)                   | 14,4 (57,9)                   | 11,1 (52)                     | 6,5 (43,7)                    | 2,4 (36,3)                    | −1,4 (29,5)                   | 6,2 (43,2)                    |
| Количина падавина, mm (in)    | 41,3 (16,26)                  | 40,3 (15,87)                  | 45,3 (17,83)                  | 51,3 (20,2)                   | 66,7 (26,26)                  | 69,7 (27,44)                  | 43,6 (17,17)                  | 43,3 (17,05)                  | 43,6 (17,17)                  | 34,1 (13,43)                  | 56,8 (22,36)                  | 53,6 (21,1)                   | 589,6 (232,13)                |
| [ тражи се извор ]            |                               |                               |                               |                               |                               |                               |                               |                               |                               |                               |                               |                               |                               |

## Хидролошка обележја
Сложени геолошки услови и наизменично смењивања водопропустљивих и непропустљивих стена, како у вертикалном тако и у хоризонталном смеру, ниво издана на странама Нишке котлине јако је променљив и сврстава се у три зоне:
| Р.б. зоне | Назив зоне                         | Карактеристике |
| --------- | ---------------------------------- | --- |
| Прва      | Изданска зона кварталних наслага   | Ова зона обухвата централни део Нишке котлине до висине коју обележава најнижа речна тераса и креће се на дубини од 7 метара. У алувијалној равни Нишаве она је на мањим дубинама од 2 метра. У овој зони се по начину храњења разликују њени издани од осталих издани а њен ниво је у многоме условљен водостајем Нишаве и Јужне Мораве.                        |
| Друга     | Изданска зона ниских речних тераса | Захвата простор до изохипсе 300 метара и речним током Нишаве дели се у два дела. Северни део који чини јединствену зону и јужни део прекинут долинама Јелашничке, Кутинске и Габровачке реке. Ниво издани у овој зони лежи на дубинама од 7 до 10 метара, што углавном зависи од морфологије терена.                                                             |
| Трећа     | Изданска зона виших тераса         | Или изданска зона, најмање је заступљена у Нишкој котлини. Она је првенствено везана је за њен ободни део и највише је разбијена. Храни се атмосферским падавинама које су карактеристичне за крашку издан и простире се на северном и југоисточном ободу Нишке котлине. Ова зона воду губи напајањем многобројних извора у овој зони, и дренирањем у нижу зону. |

### Водотоци првог реда
Нишку котлину пресецају и својим водотоцима који се у њих уливају, одводњавају два главна речна тока Нишава и Јужна Морава. Јужна Морава је највећи водоток на подручју Нишке котлине која протиче њеним крајњим западним делом. Целим својим током кроз ово котлину она има одлике равничарске реке са плитким и нерегулисаним коритом и променљивим режимом вода, који је условљен бујичним карактером њених притока.
Јужна Морава
Јужна Морава настаје на Скопској Црној Гори, у данашњој републици Македонији, северно од њене престонице Скопље. Токови Кључевске и Слатинске реке стварају реку Голема, која је, када пређе македонско-српску границу, изнад села Бинач, на Косову, позната као Биначка Морава. Након 49 km Биначка Морава се састаје са Прешевском Моравицом код Бујановца и преосталих 246 km тече као Јужна Морава.
Ток Јужне Мораве представља композитну долину. Њу чини наизменично смењивање клисура и котлина. Прва је Врањска котлина, затим следи Грделичка клисура, па Лесковачка котлина, Печењевачко сужење, Брестовачка котлина, мало Курвинградско сужење, које се наставља на Нишку котлину, а она на Мезграјско сужење. После овог сужења пружају се још Алексиначка котлина и Сталаћка клисура, где се Јужна Морава сустиче са Западном Моравом и заједно чине Велику Мораву.
Јужна Морава пресеца Нишку котлину у њеном западном делу. Пошто прими Нишаву, Топоничку реку и Мраморски поток, Јужна Морава повећава свој протицај који у просеку износи 101 m³/s. Јужна Морава у пролећним и последњим зимским месецима располаже великом, а у летњим и првим јесењим месецима веома малом количином воде. Максимуми протицаја воде су у марту, а минимални у августу и септембру.
Нишава
Река Нишава је највећа притока Јужне Мораве. Настаје спајањем водотокова Гинске реке и Врбнице, код села Тодена на 640 метара надморске висине у Бугарској. Главни изворишни крак Нишаве је десна саставница, Гинска река, која је водом богатија и два пута дужа од Врбнице. Извире на источним падинама Кома и код Годечке котлине спаја са Врбницом, која извире југоисточно од Бучин Прохода.
У Србију Нишава улази 6 km узводно од Димитровграда, а надаље тече композитном долином састављеном од неколико котлина које су спојене клисурама (Пиротска котлина, Сопотски теснац, Ђурђевпољска котлина, теснац код Светог Оца, Белопаланачка котлина, Сићевачка клисура) и завршава у Нишкој котлини. На излазу из Сићевачке клисуре река Нишава улази у пространу Нишку котлину, и у њој равничарски кривуда, и формира две лактасте окуке код Медошевца и Новог села. На пролазу кроз Ниш корито је регулисано и подзидано каменом, а низводно од града, до ушћа у Јужну Мораву изграђени су земљани насипи у циљу заштите од поплава.
- Нишава у центру Нишa (код Универзитета) у време нормалног и великог  водостаја

Нишава је водом најбогатија притока Јужне Мораве, чији просечни протицај повећава за 33,3 m³/s. Нишава на простору Ниша има највеће средње месечне протицаје у априлу и марту, што је утицај топљења снега, а најмањи у октобру и септембру.
Главне водотоци и притоке Нишаве, који се у њу уливају у Нишкој котлини су Габровачка река,
Суводолски поток, Кутинска река, Кованлучки поток, Јелашничка река, (река Студена), Куновичка река, Малчанска река, Кнезселски поток (Суводолски), Матејевачка река, Бреничка река, Рујничка река (након спајања Рујничког и Хумског потока).
Већина притока Нишаве, кроз Нишку котлину, и типично равничарске реке. Њиховим речним долинама у суходолицама највише је испресецано подручје Селичевице (јужног обода Нишке котлине). Међутим, приобаље неких од притока иако су сушице, угрожавају приобална подручја бујичним поплавама. Таква је нпр Кутинска река, која нема стабилне обале и зато се у време великог водостаја помера подривајући леву обалу и засипајући алувијалну раван удесно од тога.

### Водотоци другог реда
У водотокове другог реда на подручју Нишке котлине спадају:
- Габровачка река
- Суводолски поток
- Кутинска река
- Кованлучки поток
- Јелашничка река, (река Студена)
- Куновичка река
- Малчанска река
- Кнезселски поток (Суводолски)
- Матејевачка река и Бреничка река
- Рујничка река (након спајања Рујничког и Хумског потока)
- Хумски поток
- Рујнички поток
- Топоничка река
- Мраморски поток

У Нишкој котлини постоје и токови у красу, а чине их Светојовански поток, Раутовачки поток и понорница Провалија.
У покривеном красу непосредне околине Нишке Бање, Раутовачки поток са својом долином је значајан хидролошко-морфолошки елеменат. Раутовачки поток је повремени ток, који се образује од атмосферских падавина и често има бујични карактер. Његова изворишна челенка, као и један део долине су у пешчарима, док је низводни део у кречњацима и има облик врло уске клисуре.

## Термоминералне појаве
У северном делу Нишке котлине термоминералне појаве и извори уочени су на северонишавском раседу и ван њега. На овом раседу су Хумска и Горњематејевачка Бањица, чији су извори хипотерме У остала изворишта на северном делу Нишке котлине спадају Појатиште, Дурлан, Габар, Жута вила.
На осталом простору котлине најзначајније су термална налазишта у атару Нишке Бање.
Термоминерални извори Нишке Бање избијају на јужном ободу Нишке котлине под висовима Коритњака (808 m), крајњем западном огранку Суве планине. Они су у раседној зони, ограниченој северним странама кретацејских кречњака Кованлука. Ти су кречњаци испресецани многобројним дијаклазама испуњени белим калцитским жилицама. У самој Нишкој Бањи на нишавској тераси застрвени су дебелим слојем бигра, чија је просечна дебљина наслага око 10 m, али местимично и до 20 m.
У термалном подручју Нишке Бање, око Коритњака, утврђени су раседи (са свих страна осим са оне која се веже за Суву планину). Ту почиње, и сноп заплањских раседа правцем северозапад—југоисток, дуж којих је спуштена Заплањска котлина.
Најиздашнији извори Нишке Бање избијају на „подмлађеним бањским раседима“; терма Сува бања на студенском; Главно врело на укрштању тог и заплањског раседа. Сем ових, у разбијеном изворишту термалне зоне Нишке бање, уочена је појава и других извора; врела Мало грло (око 320 m источно од Суве бање) и повременог, врло слабог термалног извора Авуз (каптираног у у данашњој Школској чесми).
Истраживања су указала да термалне терасе нису постале само таложењем бигра из воде главног врела, већ и из других извора на загату. Нови профили бигрених салива, откривени просецањем приступног пута за нишкобањску пећинску терму 1968. потврђују, да се на релативном загату, истицање термоминералне воде вршило из низа извора вероватно на целом нишкобањском подножју Коритњака.
Од термалнокрашких извора Нишке Бање потиче термални водоток, дужине око 80 m (кроз средишњи део Бање), по коме је Нишка Бања поодавно позната. У 19. веку и касније, хидроенергија овог водотока била је искоришћена за непрекидни рад неколико воденица, а топла вода за гајење пиринча,, потапање конопља, прање поњава и веша, купање сиромашног становништва, а нешто касније и аутомобила моторизованих Нишлија. Око 1930. нишкобањске воденице, на овом потоку, млеле су око 20 вагона брашна. Ове воденице биле су од великог значаја за мештане, нарочито зими, када су све воденице поточаре биле замрзнуте. Тако је термална вода Нишке Бање окретала непрекидно и снажно током целе године тешко воденично камење. Изградњом хотела „Радон“, на овом термалном водотоку који по количини воде спада у највеће на бањским водама Србије, на одсеку бигрене терасе испред самог хотела изграђен је украсни водопад (види слике).
- Водено корито бањске топле вод

Текст уз слике: Од термалног извора Нишке Бање „Сува бања“ и чесме „Три краља“ до хотела „Радон“, пружа се водено корито бањске топле воде, која протиче кроз лепо уређен парк, и испред хотела „Радон“  на одсеку бигрене терасе, вертикално пада преко украсно уређеног водопада.

### Порекло термалних вода Нишке Бање
На основу геолошких и хидрогеолошких истраживања, претпоставља се да је термална вода Нишке Бање вадозна, метеорска вода са слива Суве планине која понире у веће дубине где се загрева, па поново избија на површину користећи Нишавски расед.
Сабирну област вода Нишке Бање представља појас који се пружа између Студенског и Заплањског раседа правцем северозапад-југоисток на дужини од око 50 km и површина око 150 km2. Највећи део сабирне области чине лијаски пешчари, који су покривени интензивно скрашћеним кречњацима Суве планине и Коритњака.
У дубину, ова вода продире до контакта црвених пешчара и шкриљаца који је испред Нишавског раседа на дубини од око 1500 m, на којој се вода, уз лагано кретање, може да загреје до преко 50 °C. Сабирна област у јужном делу налази се на 2.000 m изнад овог контакта, те је вода на раседу под довољним хидростатичким притиском да се попне до површине. Приликом пењања, вода се расхлађује услед прилива хладније воде из виших хоризоната пешчара и хладне крашке воде.
Тек почетком 20. века доказано да је топла вода Нишке Бање минерална, јер поред алкалија садржи и минималне количине гвожђа, алуминијума, сулфата, нитрата и бората. Због свега тога уврштена је у акратотерме. Међутим, права балнеолошка вредност Нишке Бање била је непозната до 1909, када је радиоактивност установио др Марко Леко.

## Биогеографске одлике
Према саставу и размештају тла и вегетације, Нишка котлина је житородни и винородни предео, на чијим ободним деловима, данас преовлађују виноградарске и воћарске зоне.
У Нишкој котлини обитава више од 1.400 врста цветница и папратњача. Подручје Нишке котлине је „субмедитеранска оаза“ медитеранских и субмедитеранских врста међу којима су најзначајније: Salvia officinalis, Lophochloa cristata, Linara dalmatica, а најзаступљеније балкански и мезијски флорни елементи – Ranuculus rumelicus и Ranuculus serbicus.
Осим врбе и тополе и дрвенасте вегетације покривају пошумљене просторе, расаднике и паркове низијски делова Нишке котлине.
У источном делу котлине око Облачинског језера, заступљени су брзо растућа топола и багрем, док су падине Малог Јастрепца покривене храстовом, буковом, боровом и другим шумама. Близу Облачинског језера размештене су плантаже воћа и расадник у Облачини са аутохтоном сортом облачинске вишње. У најплићем делу, и на северној и западној обали Облачинског језера, расту трска и шевар.
Побрђа Нишке котлине прекрива природна шумска вегетација највише заступљена у рејону Нишке Бање и на простору насеља Просек. По врсти дрвета на побрђу имају највише белог граба, јасена, крашког граба, храста, цера, клена и планинског бреста.
Испод планинских гребена и при ободном врху котлине, може се наћи дивљи јоргован. На површини од око 14 ha око Нишке Бање постоји појас вештачких култура: багрема, црног бора, ораха и јасена.
Стрми обронци Нишке котлине сачували су у својим кречњачким стенама и пукотинама терцијарне ендемичне реликте рамондија (Ramonda serbica и Ramonda nathaliae), а у сектору Сићевачке клисуре асоцијације жалфије и и других термофилних биљака.

## Педолошка обележја
Сложена геолошка грађа и специфични климатски услови, као основни педогентски фактори, утицали су да се на подручју Нишке котлине, формирају алувијална земљишта, гајњаче, смонице, подзоласта земљишта и делувијум као основни педолошки костур из кога су се даље развијали бројни подтипови земљишта.
На основу педолошке карте Србије, , може се закључити да се различити типови алувијалног земљишта простиру на најнижим деловима Нишке котлине на надморској висини од 170 до 210 m.
| „ | На нешто вишим и благо нагнутим речним терасама Јужне Мораве и Нишаве (Бубањ, Горица, Кованлук, Стара бања и шире подручје насеља Јелашница), развила су се земљишта из групе еутрично смеђе вертично на неогеним седиментима. Матични супстрат код њих су неогени седимент, иловасто и глиновито иловасте текстуре површинског хоризонта и средње дубоког и дубоког солума. Стање и процеси на њима су вертични а дренираност умерено добра. | ” |

Јужна Мораве и њене притоке са наносним зонама су неискоришћено или минимално искоришћено земљиште. Око њих су доминантне травне ливадске површине, док су површине под повртарским културама незнатне. Поред река заступљене су шуме топола, врба, јова и лужњака.
Бескарбонатни алувијум распрострањен је у централним деловима алувијалне равни Јужне Мораве између иловастог карбонатног алувијума, који је доминантно под хидрофилном вегетацијом и кукурузом. Најтипичнији је у атарима јужног дела нишке котлине (Ново село, Чокот и Горње Међурово) То земљиште је пре обрађивања било обрасло ксерофитним и мезофитним травним покривачем, што је погодовало образовању хумуса зрнасте и мрвичасте структуре са довољном количином фосфорне киселине и калијума. По агротехничким особинама то је најплодније земљиште, а по својим производним особинама припада првој класи.
У Нишкој котлини мањег су пространства земљишта са песковито иловастим карбонатним алувијумом. Ова земљишта су лаког састава, али сиромашна хумусом и фосфором. Користе се у повртарству у Чокоту.
На подручју Нишке котлине највише су заступљени различити типови смоница, од карбонатних, некарбонатних и посмеђених на неогеним седиментима. Захватају скоро цело побрђе на десној обали Нишаве и мањи део на јужном делу Нишке котлине (Турски шанац, Широке Падине, Камара, Влашко брдо, Вучји дел, Оштра чука итд.). И код њих неогени седименти чине основни матични супстрат. Најчешће су глиновито и глиновито иловасте текстуре површинског хоризонта, са средње дубоким и дубоким солумом
Испод Селичевице налазе се гајњаче (Вукманово, Власе, Габровац и у низијском делу Сувог дола, Кованлука и Нишке Бање).
У Добричу продуктивно тле се састоји од смоница и огајњачених смоница. То су дубока плодна земљишта која су врло добра за бостан.
Створене на неогеним шљунковитим седиментима од јако карбонатне иловаче, песковите иловаче, песковито глиновито и лесолике иловаче, глина и песак су заступљени са 46-50% у површинском слоју. Ово земљиште је лакшег механичког састава и бољих водних и ваздушних особина. На осунчаним промајним и оцедним теренима, нишке котлине заклоњеним од јаких ветрова, веома погодује гајењу малина и јагода.
У атару Брзог Брода распрострањен је карбонатни алувијум, састављен од песковите иловаче. Ситан песак (59—73%) и колоидна глина (до 15%) чини ово земљиште. Оно је лако, растресито и деструктивно, али због велике пропустљивости воде, доноси слабије приносе овом насељу.
Карбонатна смоница налази се у атарима Горњег и Доњег Матејевца, образована је на језерским глинама и лапорцима. Непогодна је за гајење ситног воћа јер је тежег механичког састава.
| „ | На вишим брдовитим и брдовито планинским деловима Нишке котлине у највећој мери су заступљена земљишта из групе еутрично смеђих са шкриљцима и црвеним пешчарима. Поред поменутих матичних супстрата, ова земљишта су најчешће песковито иловаста са врло плитким и плитким солумом и врло слабим особинама дренираности. У овој највишој зони у знатно мањој мери учествују и земљишта из групе рендзина на лапорцу, смеђих, црница – црница посмеђена на кречњаку и доломите. Њихов матични супстрат у највећој мери чине стенске масе кречњака, доломита и лапорца. Одликују се врло плитким солумом, врло слабом дренираношћу, па и малим производним могућностима. | ” |

## Становништво и насеља
Према попису из 2002. године, у Нишкој котлини живи 250.518 становника (у укупној популацији Србије учествује са 3,3%, а у Нишавском округу са 65,6%), или 421 становник на km², што је скоро пет пута изнад републичког просека. У последње три деценије 20. века присутан је благи тренд повећања густине насељености (1971—332, 1981—396, 1991—416 становника на km²).
Конфигурација терена Нишке котлине, заједно са величином територије, карактеристикама рељефа, бројем и територијалним распоредом становника, као и другим природним одликама, утицали су да се у њој формира мрежа од 71 места, или 3.528 становника по насељу, по чему спада у густо насељене локалне заједнице (у Србији просечан број становника по насељу износи 1.218 становника). Према овом показатељу, Нишка котлина има нешто нижи степен урбанизације (71,1%) у односу на републички просек (56,4%). Број и структура места утицали су да становништво према урбано-руралној структури чини 2/3 градско и 1/3 сеоско становништво.
Кретање становништва на подручју Нишке котлине поред апсолутног повећања популације, карактеришу две основне детерминанте: механички прилив и негативни природни прираштај.
| Година | Број становника | Ланчани индекс | Индекс пораста (1948 = 100) |
| ------ | --------------- | -------------- | --------------------------- |
| 1948   | 109.280         | -              | 100,0                       |
| 1953   | 122.100         | 111,7          | 111,7                       |
| 1961   | 148.354         | 121,5          | 135,8                       |
| 1971   | 195.362         | 104,0          | 178,8                       |
| 1981   | 232.562         | 119,0          | 212,8                       |
| 1991   | 245.182         | 105,4          | 224,4                       |
| 2002   | 250.518         | 102,2          | 229,2                       |

Нишка котлина захваћена је доста интензивним миграционим кретањима, посебно у међупописном периоду 1991.2002 године (21.967 досељеника), што показује да постоје одређени природни и створени економски услови за задржавање становника. Миграције у овом периоду биле су равномерно усмерене ка градским (64% досељених) и осталим насељима (36%).
Према пореклу, становништво Нишке котлине у 2002. години чинило је 51,6% аутохтоно и 47,4% миграционо становништво. Највећи део селидбеног становништва Ниша у међупописном периоду дошло је са подручја других општина из исте Републике (29,7%), док је са територије исте локалне јединице досељено око (9,7%).
Прилив лица из бивших република СФРЈ је био релативно умерен (4,7%), док су лица из других привредних и административних центара чинила 3,5% укупно досељеног популације.

## Саобраћај
На основу географских одлика нишке котлине и бројних археолошких податка поуздано се зна да су главни правци, на овом простору били у употреби још у праисторијско доба. Нишка котлина због свог повољног географског положаја, одувек је била, а то је и данас, раскрсници европских путева, и саобраћајни чвор Балканског полуострва.

### Саобраћај у периоду Римског царства
Пространу територију нишке котлине у периоду Римљана, која је захватала централне области провинције Горње Мезије, пресецали су важни путеви који су од Наиса, као средшње тачке нишке котлине полазили на исток (Naissus—Serdica), запад и југ (Naissus—Ulpiana—Lissus), север (Naissus-Viminacium—Singidunum), и североисток (Naissus-Ratiaria). Најстарији подаци о изградњи путева у овој провинцији откривени су и истражени у миљоказима на деоници Scupi-Ulpiana, који од средине III века све чешћи на путевима балканског полуострва, посебно на путу Naissus—Serdica и Viminacium—Naissus.
Уз ове магистралне путеве чија је изградња била од ширег, пре свега стратешког али и трговачког интереса, који су били у употреби већ од почетка 1. века, ако не и раније, постојале су и локалне саобраћајнице које су у свим правцима полазиле и завршавале се у нишкој котлини. Најважније су оне за Turres (Пирот), Hammeum (Прокупље), Praesidium Pompei (Рутевац), Timacum Maius (Књажевац).
Траса магистралних и локалних путева била је подређена природним условима терена. За пут су се користиле долине река (Јужна Морава, Нишава, Тимок, Топлица), клисуре (Сићевачка, Грделичка) и планински превоји и седла (Преполац, Тресибаба) . Како су у постримском периоду средњовековни и модерни путеви грађени углавном на истој траси, остаци античких путева јако мало су сачувани.

### Саобраћај у периоду Османлијског царства
Све до ослобођења од Турака Србија није имала добрих путева. Кроз нишку котлину у том периоду водио је такозвани Цариградски друм, наследник старог римског пута Via militaris, који је имао међународни значај, уосталом као и данас. Водио је од Београда преко Гроцке, кроз Хасанпашину Паланку (Смедеревска Паланка), Јагодину, Ћуприју, Параћин, и Нишку котлину. Од Нишке котлине један је крак ишао за Скопље и Солун, а други за Софију и Цариград.
Остали путеви у Нишкој котлини све до педесетих година 20. века били су „крчаници“, прилагођени пешачком и караванском саобраћају. Због тога су током јесени, зиме и пролећа били скоро неупотребљиви са колски саобраћај.

### Саобраћај у 21. веку
У 21. веку мрежа путева Нишке котлине дугачка је 391 km, а њену структуру чине: 9% магистралних путева, 23% регионалних путеви и 68% локалних путева. На овом простору укршта се шест важних саобраћајних правца, од којих пет имају шири регионални и међурегионални значај. То су следећи правци:
- Пут E75 Моравски саобраћајни правац – деоница (Мађарска) - Суботица - Нови Сад - Инђија - Београд - Појате - Ниш - Грделица - Мијатовац - (Македонија)
- Пут E80 Нишавски саобраћајни правац– деоница (Босна и Херцеговина) - Котроман - Пожега - Појате - Ниш - Градина - (Бугарска).
- Пут E771 Тимочки саобраћајни правац – деоница (Румунија) - Кладово - Зајечар - Ниш
- Пут E851 Топлички саобраћајни правац – деоница (Албанија) - Призрен - Приштина - Ниш
- Државни пут II реда бр. 134 Заплањски саобраћајни правац - деоница Ниш—Гаџин Хан — Боњинце са крацима ка Власотинцу и Бабушници.

Сви ови друмски саобраћајани правци, осим заплањског покривени су и мрежом железничког саобраћаја.
Ваздушни саобраћај се одвија преко аеродрома „Константин Велики“, лоцираног у северозападном делу котлина на око 4 km од центра Ниша.

## Историја
Према подацима из географске литературе нишка котлина, као и Србија, с краја 18. и у првим деценијама 19. века била је до те мере географски непозната да су у њој према писању Радојичића, из 1927, „били могући проналасци као у непознатим деловима света”. Уколико се узме у обзир чињеница да је њен географски садржај углавном био приказан једино на старим мапама (насталим на бази података који су описани у путописним забелешкама многих изасланика (царских посланстава и дипломатских мисија) и путника из каснијег периода средњег века и потоњих времена, овакви наводи су у потпуности схватљиви. Према писању Цвијића, из 1896. године, за нишки крај и њену котлину, знало се само дуж Цариградског (Мидхат-пашиног) друма – о чему су се могли наћи доста тачно приказани узајамни положаји и називи (насељених) места према важећој номенклатури из тадашњег историјског периода.

### Предримско доба
Нишка котлина је у предримско доба, као централна област Балкана, била на граници илирског и трачког света, у којој је живео моћан војнички добро организован народ под именом Дарданци. Били су моћни и војнички добро организовани. Овај неписмени народ, по многим изворима и оскудним материјалним траговима, етнички је припадао, највероватније Илирима (о чему је у науци вођена широка дискусија). У дарданску заједницу биле су укључене и значајне групе трачког становништва. Тако да је мешовит етнички састав у Нишкој котлини разумљив, ако се има у виду да у доба формирања првих заједница становништва на Балкану границе нису биле административно одређиване.
На подручју Нишке котлине, у предримско доба, био је развијен још један народ чије порекло и постојбина нису балкански, Келти (Gali)., који су на свом пљачкашком походу ка богатим ризницама грчких храмова, 280. п. н. е, прошли кроз Нишку котлину. Пролазак Келта кроз Нишку котлину није оставио трајнијих последица, а не постоји ни доказ за присуство Келта на овом простору у дужем временском периоду.

### Римско доба
Римски и антички град Naissus настао је, постојао, опстајао и нестао У западном делу простране Нишке котлине, неправилног елипсастог облика, која се простире у правцу исток–запад у римско доба настао је римски и антички град Наисуус, у геоморфолошком склопу, богатом шумама, водотоковима и плодним равницама, што је била идеална средина за боравак, живот и опстанак становништва које је могло живети од лова, риболова и земљорадње од најстаријих времена до данашњих дана. Нишка котлина која је долинским усецима Нишаве, Кутинске реке и Јужне Мораве стварала изузетно повољне везе са осталим котлинама тог региона – Белопаланачком, Заплањском, Лесковачком и Алексиначком. омогућила је кроз усеке и клисуре пролаз античким саобраћајницама које су, као и данашње, спајале Европу са Јадранским, Егејским и Црним морем. Ови путеви значајно су доприносили промету, трговини, економским, културним токовима и свему другом неопходном и важном за живот људи римског периода. Нишка котлина са Наисусум у њему заузимала је централни положај у римској провинцији Горњој Мезији (лат. Moesia Superior), која се простирала на простору који обухвата данашњу Србију. Необично повољан географски и стратешки положај тог Нишке котлине и античког града Наисуса у великој мери је допринео бурном животу на овим просторима током првих шест векова нове ере.

### Средњи век
Од досељења па за неколико векова словенска племена нису могла створити велику и моћну државу, јер је њихова моћ и способност за то била слаби. Вековима су се староседеоци Нишке котлине прилагођавали новом животу: земљи, клими, привреди, вери, обичајима...
Све до 1204 године Византијско царство била је прва политичка и војничка сила на Балканском полуострву. Поред Византије моћан народ били су Бугари који су, од 679 године, населили крајеве између Дунава и Балкана. Бугари који су били турскотатарског порекла, и, као скоро сви Монголи, показивали су од првих дана моћ и способност да подвлашћују друге народе и да образују једну јаку војничку државу, која се одржавала не на културним и привредним темељима, него чисто на војничкој снази. Нарочито у 9. и 10. веку Бугари су успели да створе државу великог обима и снаге. У њиховој власти била је на западу и цела Тимочка Долина. Чак је и ондашња српска држава у 9. веку за кратко време и сама потпадала под бугарску власт (924—931). По грчком писцу Порфирогениту границе ондашње Часлава државе биле су овакве: „на истоку је српски граница допирала до Раса, а на северу до Рудника а можда и до Саве”. Према овим подацима Нишка котлина није улазила у састав српске државе у 10. веку, него је била седиште византијског стратига (војног управника), који је кроз 9. 10. и 11. век имао власт и над суседном облашћу Топлицом.
Кад је пропала бугарска држава 971 године, онда је у Нишкој котлини као и у осталим деловима данашње Србије опет завладала Византија. Из овога се види да је простор Нишке котлине често прелазио из једних у друге руке.
Средином 11. века у опустелој равни Нишке котлине прво су насељени печењешки заробљеници, да би устанком Печењега 1078. године нишки крај опет био опустошен. Ипак, крајем 11. века (1096), Нишка котлина постаје сточарско земљораднички краја, а Ниш у њој утврђен, богат град и велико балканске средиште.
| „ | У дну котлине, где је данас претежни део града улево од Нишаве, пружале су се травне испаше, а на Нишави је било само код града 7 воденица. Висински део области био је под шумом, а боровита алувијална раван под жбуњем. | ” |

Средином 12. века Нишка котлина је обиловала месом, рибом, медом, млеком и воћем, а животне намирнице јевтино се продавале у Нишу. Винова лоза била је знатно распрострањена, а поред Нишаве пружале су се баште и млеле воденице.
У другој половини 12. века, Ниш је био и врло Важно војничко средиште и стратегијска база.“ Ипак је, 1183. године, разорен а околина је опустошена. Град и околина били су у рушевинама и у првих 25 година 13. века.
O друштвено–географском развитку Нишке котлине крајем 15. века целовиту представу пружа један необјављени турски катастарски дефтер из 1498 године, у коме између осталог, стоји да је Ниш и тада био регионални центар доњег Нишавља и знатног дела северног подручја јужног Поморавља. Као села његове области наводе се сва насеља Нишке котлине, затим више села Алексиначке котлине, као и нека села Лесковачке котлине, Заплања и околних предела, тако да се може рећи да је Нишка котлина била релативно добро насељена. Већина села имала је 5 до 40 кућа а нека и знатно више. Међу бројним селима која данас под уписаним именима не постоје, било је и таквих која су чинила посебне истоимене насељске низове. Таква су била и села Горњи Кеназић, Средњи Кеназић и Доњи Кеназић.
Путописци који су у другој половини 16. века пролазили кроз Нишку котлину приметили су да се град Ниш почео да повећава, изграђује и мења свој лик.

### Нови век
У најмлађе Османлијско доба, већ с почетка 19. века, и на неким аустријским (војним) картама могли су се запазити релативно високи ободи Нишке котлине на улазу у Сићевачку клисуру. Селективно анализиране старе записе о Нишу и његовој околини Андрејевић (1997) изнео је податке да су ондашње османлијске власти веома уважавале нишку котлину на само због њеног централног положаја на Царском друму већ и због, због плодног земљишта на коме су гајили пиринач али и открића „исцелитељске моћи” лековитих вода на југоисточном ободу нишке котлине, у последњим деценијама 18. века. Ценећи велику лековитост вода „Бање код Ниша”, Османлије ондашњег Нишког пашалука поклањале су већу пажњу и њеном општем уређењу.
Као и цела ондашња Србија, и пространа Нишка котлина је у првим декадама 19. века била је у ствари географски незнатно позната. То је и схватљиво уколико се узме у обзир чињеница да је њен географски садржај унеколико био презентиран једино на старим мапама, понајвише израђеним на бази података који су се сусретали у путописним забелешкама поменутих изасланика (царских посланстава и дипломатских мисија) и путника познијег средњег века и потоњих времена. Стога су била исправна просуђивања Цвијића, 1896. године да су се и за нишки крај, само дуж Цариградског (Мидхат-пашиног) друма – могли наћи доста тачни узајамни положаји и именовања (насељених) места према важећој номенклатури тадашњег времена.

## Галерија
- Нишка котлина и планине које је окружују
- Поглед на Селичевицу из Нишке котлине
- Део Сврљишких планина
- Каменички вис
- Нишка котлина, поглед са Мраморског брда